# دلبر (سبزوار)
دلبر، روستایی است از توابع بخش مرکزی شهرستان سبزوار استان خراسان رضوی ایران.

## جمعیت
این روستا در دهستان کراب قرار داشته و بر اساس سرشماری سال ۱۳۸۵ جمعیت آن ۱۹۴ نفر (۷۵ خانوار)
بوده است.